# Josip Šolar
Josip Šolar, slovenski kolesar, * 18. marec 1902, Ljubljana † 1957.
Šolar je za Kraljevino SHS nastopil na Poletnih olimpijskih igrah 1928 v Amsterdamu, kjer je nastopil v posamični kolesarski tekmi in v ekipni tekmi. V posamični konkurenci je osvojil 37. mesto, ekipa pa je osvojila 12. mesto. Leta 1925 je zmagal na državnem prvenstvu Jugoslavije v cestni dirki, leta 1920 pa je bil tretji.